# Wahlfälschungsskandal von Dachau
Der Wahlfälschungsskandal von Dachau im Jahre 2002 ist einer der größten bekannt gewordenen Fälle an Wahlfälschung in der Bundesrepublik Deutschland. Bei den Kommunal- und Oberbürgermeisterwahlen wurden Stimmzettel in großer Anzahl zugunsten einiger Kandidaten der CSU manipuliert.

## Wahlen

### Kreistags- und Stadtratswahl
Bei der Stadtratswahl am 3. März 2002 konnte die CSU (43,3 %) mit einem großen Vorsprung vor der „Überparteilichen Bürgergemeinschaft“ (ÜB; 18,18 %) die relative Mehrheit und 18 von 40 Sitzen erreichen. Die SPD erreichte 18,15 Prozent der Stimmen. Im Kreistag erreichte die CSU eine absolute Mehrheit.

### Oberbürgermeisterwahl
Vor der Oberbürgermeisterwahl galt Amtsinhaber Kurt Piller (ÜB) als großer Favorit. Sechs Jahre zuvor hatte er sich sensationell gegen den Kandidaten der CSU, den ehemaligen Sparkassendirektor Wolfgang Aechtner, durchsetzen können. Zwar war Pillers Ansehen durch eine Klage des Personalrats der Stadt Dachau wegen angeblicher Rechtsverletzung seines Gremiums und Meinungsverschiedenheiten mit den früheren Koalitionspartnern im Stadtrat, der SPD und dem „Bündnis für Dachau“ im Vorfeld der Wahlen gesunken, dennoch genoss er innerhalb der Bevölkerung eine große Popularität.
Bei der Oberbürgermeisterwahl erhielt überraschend der CSU-Herausforderer Peter Bürgel (39,3 %) die meisten Stimmen und konnte Piller (38,1 %) mit einem Vorsprung von 198 Stimmen auf Rang 2 verweisen. Da Bürgel die absolute Mehrheit verfehlte, musste nun die Stichwahl entscheiden. Diese gewann er am 17. März mit einem Vorsprung von lediglich 73 Stimmen für sich.

## Verdacht auf Wahlfälschung

### Ermittlungen
Bereits kurz nach den Wahlen kamen Zweifel an dem rechtmäßigen Verlauf der Wahlen auf. Mitglieder des „Bündnisses für Dachau“ konnten Kopien von Stimmzetteln vorlegen, die im Schriftbild miteinander übereinstimmten. Dies führte zu dem Schluss, dass diese von derselben Person ausgefüllt sein mussten.
In den folgenden Ermittlungen der Kriminalpolizei kamen weitere Ungereimtheiten zutage: Rund 3.500 Wahlscheine waren aus dem Rathaus abhandengekommen, weitere Stimmzettel und Wahlscheine wurden im Altpapier gefunden.
Weitere Indizien für eine Fälschung waren, dass die Ergebnisse der Briefwahl unüblich stark von den übrigen Stimmbezirken abwichen.
Aber auch Kurt Piller geriet in die Kritik. Er soll noch während der Auszählung der Stimmen durch eine Wahlhelferin auf Ungereimtheiten bei den Stimmzetteln aufmerksam gemacht worden sein und hatte diese daraufhin aufgefordert, Kopien von Stimmzetteln anzufertigen.
Ein Gutachten, das im Auftrag der Staatsanwaltschaft München II in Auftrag gegeben wurde, kam zu dem Schluss, dass die betroffenen Stimmzettel „wahrscheinlich von einer Person ausgefüllt“ wurden. Neben der Stadtratswahl geriet bei den Ermittlungen auch die Kreistags- und Oberbürgermeisterwahl zunehmend ins Visier der Ermittlungen.
In den folgenden Wochen wurde die Bekanntgabe eines endgültigen Wahlergebnisses immer wieder verschoben. Einen Dringlichkeitsantrag der SPD mit der Forderung, die Wahlen für ungültig zu erklären, lehnte die CSU-Mehrheit im Bayerischen Landtag mit der Begründung ab, dass „ein bloßer Verdacht von Wahlrechtsverstößen“ dazu nicht ausreiche. Am 30. April wurde das endgültige Wahlergebnis öffentlich verkündet. Dies bot die Grundlage, innerhalb von 14 Tagen angefochten zu werden.
Oberbürgermeister Peter Bürgel verteidigte bei seiner Antrittsrede den Wahlausgang: „Ich stehe heute hier, weil ich ordentlich gewählt worden bin.“ Bei der OB-Wahl sah er – im Gegensatz zur Stadtratswahl – „keinerlei Auffälligkeiten“.

### Bürgerproteste
Zunehmend machte sich auch innerhalb der Bevölkerung Unmut breit. So luden Unbekannte in der Freinacht vor dem Dachauer Rathaus einen großen dampfenden Misthaufen ab. Ein von mehreren Parteien ins Leben gerufenes „Aktionsbündnis Demokratie für Dachau“ sammelte innerhalb kurzer Zeit 3.800 Unterschriften für Neuwahlen. Rund 100 Bürger demonstrierten bei der ersten Sitzung des neugewählten Stadtrates mit Mafia-Hüten und Bananen gegen die vermutete Wahlfälschung.

### Erste personelle Konsequenzen
Mitte Mai 2002 folgten erste personelle Konsequenzen. Der CSU-Stadtrat Wolfgang Aechtner legte sein Amt nieder. Er begründete diesen Schritt mit den Verdächtigungen gegen ihn. Kurz zuvor hatte ein Zeuge mit eidesstattlicher Versicherung erklärt, Aechtner sei in die Wahlmanipulationen verwickelt. Jener erklärte, Aechtner habe durch rund 800 Hausbesuche Wahlbenachrichtigungen eingesammelt, um sich Briefwahlunterlagen beschaffen zu können. Diese habe er daheim „mit demselben Kugelschreiber“ ausgefüllt.
Am 27. Mai wurde Aechtner festgenommen. Der ermittelnde Oberstaatsanwalt sah sich zu diesem Schritt gezwungen, da Verdunkelungsgefahr bestehe. Aechtner habe auf Zeugen und Beweismittel eingewirkt. Später wurde er auf eigenen Wunsch aus „gesundheitlichen Gründen“ aus dem Stadtrat entlassen.
Am 7. Juni wurde auch der Stadtrat Georgios Trifinopoulos (CSU) festgenommen. Er soll ebenso wie Aechtner in die Manipulationen verwickelt sein.
Nachdem Aechtner ein Geständnis abgelegt hatte, wurde gegen ihn, später auch gegen Trifinopoulos Anklage erhoben. Die Ermittlungen gegen vier weitere Tatverdächtige wurden wieder eingestellt.
Darüber hinaus hat Aechtner einem Zeitungsbericht der Süddeutschen Zeitung nach zugegeben, bereits zum vierten Mal seit 1984 bei den Dachauer Kommunalwahlen manipuliert zu haben.

### Ansetzung von Nachwahlen
Nachdem im Juni 2002 das Landratsamt und die Regierung von Oberbayern die Ergebnisse der Stadtrats- und Kreistagswahl annulliert hatten, stand eine Entscheidung über eine OB-Nachwahl aus. Neben dem Bayerischen Landtag, der mit der Mehrheit der CSU-Fraktion den Antrag auf Wiederholung der OB-Wahl abgelehnt hatte, und sich somit den Unmut der Opposition zuzog, die Stoiber als „Handlanger der Wahlfälscher“ bezeichnete, lehnte auch Bürgel trotz des internen und öffentlichen Drucks einen Rücktritt ab. Allerdings wurde die Wahl durch eine Weisung der Regierung von Oberbayern doch noch nachträglich für ungültig erkannt. Somit war auch der Weg für die Oberbürgermeister-Nachwahl frei.
Die Tatsache, dass die Wahlen nur wiederholt werden sollten, sorgte für weiteren Streit, da im Gegensatz zu Neuwahlen die Kandidatenlisten nicht verändert werden konnten, und somit auch die geständigen Aechtner und Trifinopoulos kandidieren würden. So weigerten sich einige CSU-Kandidaten zunächst, zusammen mit „Wahlbetrügern“ auf einer Liste zu kandidieren.

## Rolle der CSU
Die CSU versuchte lange Zeit, die Bedeutung des Wahlbetruges, der ausschließlich zugunsten einiger Kandidaten der CSU stattfand, herunterzuspielen, und weigerte sich, die Wahlen für ungültig erklären zu lassen. Auch in anderen Gremien wurde der Weg zu Neuwahlen lange blockiert und stets auf die Ermittlungen der Staatsanwaltschaft verwiesen. Erst als die Manipulationen erwiesen waren, zog die CSU-Ortsvorsitzende Gertrud Schmidt-Podolsky Konsequenzen und trat zurück. Darüber hinaus erklärte die CSU aber, die Partei sei nicht als Ganze davon betroffen, es handele sich ausschließlich um das „kriminelle Handeln Einzelner“.
Zwar erhob der unterlegene Oberbürgermeisterkandidat Piller Vorwürfe gegen die CSU und die Stadtverwaltungen, es gebe ein Netzwerk und „Mittelsmänner in der Stadtverwaltung“, doch konnte dies weder bewiesen noch widerlegt werden.
Die Bemühungen der Opposition auf Kommunal- und Landesebene, den Skandal auf die Gesamtpartei und deren Vorsitzenden Edmund Stoiber zu übertragen und somit die eigene Position im Wahljahr 2002 zu verbessern, schlugen fehl.
Ein von der SPD im Mai 2003 in den Bayerischen Landtag eingebrachter Gesetzesentwurf, zukünftig bei Nachwahlen auch neue Kandidaten nominieren zu können, wurde von der CSU-Mehrheit abgelehnt.

## Nachwahlen

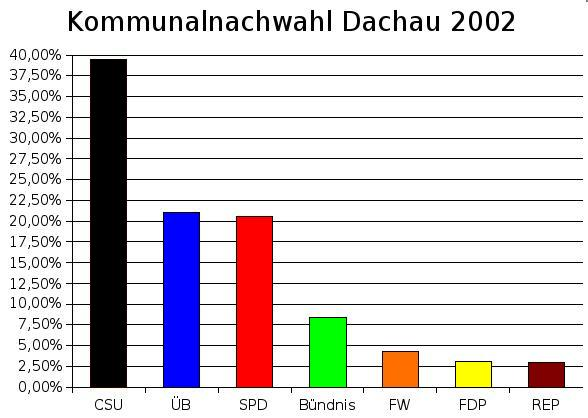
Grafische Darstellung der Nachwahlergebnisse zum Dachauer Stadtrat

Am 22. September 2002 fanden die Nachwahlen zum Dachauer Kreistag und Stadtrat statt. Bei einer Wahlbeteiligung, die rund 20 Prozentpunkte höher lag als bei der Wahl im März, musste die CSU nur geringe Verluste verzeichnen.
Auf sie entfielen im Stadtrat 39,5 Prozent (−3,8 %) der Stimmen und somit 16 Sitze (−2 Sitze). Die Überparteiliche Bürgergemeinschaft und die SPD gewannen leicht und erhielten jeweils einen Sitz hinzu. Bei der Kreistagswahl bekam die CSU 43,3 Prozent, auf den zweiten Platz kam die SPD mit 20,8 Prozent.
| Partei                       | Stadtratswahl      | +/- Sitze | Nachwahl Stadtrat  |
| ---------------------------- | ------------------ | --------- | ------------------ |
| CSU                          | 43,30 % (18 Sitze) | −2        | 39,53 % (16 Sitze) |
| Überpart. Bürgergemeinschaft | 18,18 % (8 Sitze)  | +1        | 21,03 % (9 Sitze)  |
| SPD                          | 18,15 % (7 Sitze)  | +1        | 20,56 % (8 Sitze)  |
| Bündnis für Dachau           | 9,65 % (4 Sitze)   | −1        | 8,46 % (3 Sitze)   |
| Freie Wähler Dachau          | 4,18 % (1 Sitz)    | +1        | 4,34 % (2 Sitze)   |
| Republikaner                 | 4,13 % (1 Sitz)    | 0         | 3,01 % (1 Sitz)    |
| FDP                          | 2,41 % (1 Sitz)    | 0         | 3,06 % (1 Sitz)    |

Am 16. Februar 2003 wurde auch die Stichwahl des Oberbürgermeisters wiederholt. Hier konnte sich Peter Bürgel mit 1.221 Stimmen Vorsprung (54,0 %) deutlich gegen Piller durchsetzen und wurde somit rechtmäßig Oberbürgermeister der Stadt Dachau.
| Kandidat, Partei                  | Ergebnis 3. März 2002   | Stichwahl 17. März 2002 | Nachwahl 16. Februar 2003 |
| --------------------------------- | ----------------------- | ----------------------- | ------------------------- |
| Peter Bürgel, CSU                 | 6.656 Stimmen (39,28 %) | 7.706 Stimmen (50,24 %) | 8.182 Stimmen (54,03 %)   |
| Kurt Piller, ÜB                   | 6.458 Stimmen (38,11 %) | 7.633 Stimmen (49,76 %) | 6.961 Stimmen (45,97 %)   |
| Katharina Ernst, SPD              | 2.547 Stimmen (15,03 %) | –                       | –                         |
| Lilian Schlumberger-Dogu, Bündnis | 779 Stimmen (4,60 %)    | –                       | –                         |
| Robert Konopka, Republikaner      | 505 Stimmen (2,98 %)    | –                       | –                         |

## Juristische Folgen
Nach rund sechsmonatigen Untersuchungen wurde gegen Aechtner und Trifinopoulos Anklage erhoben. Da diese schon während der Untersuchungshaft Geständnisse abgelegt hatten, fielen die Prozesse nach Vorabsprachen zwischen Staatsanwaltschaft und Verteidigung vergleichsweise unspektakulär aus.
Ende Januar 2003 wurde Aechtner wegen Wahlfälschung in 466 Fällen und zusätzlich wegen versuchter Wahlfälschung in 38 Fällen zu einer zweijährigen Bewährungsstrafe und einer Geldauflage von 125.000 Euro verurteilt. Neben dem Einsammeln von Wahlunterlagen bei Hausbesuchen soll er auch in einem Fall Briefunterlagen gestohlen haben. Auch bei der Oberbürgermeister-Stichwahl manipulierte Aechtner in sechs Fällen. Trifinopoulos wurde im Mai in 140 Fällen der Wahlfälschung und 35-facher Anstiftung zur Abgabe einer falschen eidesstattlichen Versicherung für schuldig erklärt und zu 15 Monaten Bewährungsstrafe und 15.000 Euro Schadensersatz verurteilt.
Am 4. Oktober 2004 verurteilte die 3. Zivilkammer des Landgerichts München II die beiden Wahlfälscher zu Zahlung der Kosten für die Nachwahlen an die Stadt und den Kreis Dachau. Am 8. August 2006 wurde der finanzielle Schaden vom Landgericht München II auf zusammen rund 116.300 Euro beziffert, die Aechtner und Trifinopoulos zahlen müssen.

## Belege
1. ↑  „Verdächtige Schriftzeichen“, in: Süddeutsche Zeitung, 23. März 2002, S. 63.
2. ↑  „Kripo ermittelt im Dachauer Rathaus“, in: Süddeutsche Zeitung, 20. März 2002, S. 50.
3. ↑  „Dachauer Wahlergebnis wird heute offiziell“, in: Süddeutsche Zeitung, 30. April 2002, S. 56.
4. ↑  „Dachaus neue OB will ‚geordnete Verhältnisse‘“, in: Süddeutsche Zeitung, 30. April 2002, S. 49.
5. ↑  „Eine Ladung Mist für Dachaus Kommunalpolitik“, in: Süddeutsche Zeitung, 2. Mai 2002, S. 55.
6. ↑  „Vergiftetes Klima in Dachau“, in: Süddeutsche Zeitung, 16. Mai 2002, S. 50.
7. ↑  „Erste Festnahme wegen Dachauer Wahlbetrugs“, in: Süddeutsche Zeitung, 28. Mai 2002, S. 44.
8. 1 2  „Dachauer Wahlen müssen wiederholt werden“, in: Süddeutsche Zeitung, 8. Juni 2002, S. 58.
9. ↑  „Die Kommunalwahl in Dachau war gefälscht“, in: Frankfurter Allgemeine Zeitung, 10. Mai 2002, S. 4.
10. ↑  „Dachauer Wahlen häufiger gefälscht“, in: Süddeutsche Zeitung, 28. Juni 2002, S. 48.
11. ↑  „Dachauer Wahlskandal entzweit den Landtag“, in: Süddeutsche Zeitung, 14. Juni 2002, S. 48.
12. ↑  „Viele Lokalpossen, keine Affären“, in: Frankfurter Allgemeine Zeitung, 13. Juli 2002, S. 3.
13. ↑  „CSU lehnt Änderung des Wahlgesetzes wegen Dachauer Skandal ab“, dpa, 22. Mai 2003.
14. ↑  „Der Wahlfälschung in 466 Fällen angeklagt“, in: Süddeutsche Zeitung, 27. Januar 2003, S. 47.
15. ↑  „Bewährungsstrafe für Wahlfälscher“, in: Süddeutsche Zeitung, 7. Mai 2003, S. 51.
16. ↑  „Dachauer Wahlfälscher müssen mehr als 116.000 Euro zahlen“, in: Süddeutsche Zeitung, 8. August 2006.